# Видински еялет
Видинският пашалък или Видински еялет (на турски: Vidin Eyaleti) е основна административна единица в рамките на Османската империя.
Съществува от 1846 до 1864 година, когато при осъществената административна реформа е включен в състава на Дунавския вилает. Седалището на пашата (управителя) е във Видин.

## Граници
Граничи на запад с Княжество Сърбия (васално на Портата), на югозапад и юг – с Нишкия пашалък, на изток – със Силистренския пашалък, на север през Дунава – с васалното Влашко.

## Полуавтономия на аяните
През деветнадесети век Видин става важен икономически център, стимулиран от корабоплаването по Дунав. Промените  на политическата сцена също отразява тази промяна. Един от по-известните аяните на цялата империя, Осман Пазвантоглу е паша на Видин, умира през 1807 г. Неговият наследник във Видин, Мола Идрис, не създава много проблеми на императорската администрация и е последният аян, който контролира региона. От 1814 г. нататък, имперският център директно назначава администратор на региона. В средата на 19 век пашалъкът се състои от санджаци с административен център съответно във Видин, Лом, Търнова (дн. Велико Търново).
В книгата „Хроника на Девствената крепост“ (както е наричана от турците Видинската градска крепост поради това, че никога не е била завземана със сила) е публикувана приложената карта със санджаците (към 1870-те години) на Видин, Адлие (дн. гр. Кула), Белоградчик, Берковица, Враца, Лом, Рахова (днес Оряхово).
Според същата статия в турската уикипедия съставът на пашалъка включва санджаци с центрове Белграджик, Зищови (дн. Свищов), Ивраджа (дн. Враца), Лом, Лофча (дн. Ловеч), Нигболу (дн. Никопол), Плевне (дн. Плевен), Рахова (дн. Оряхово).

## В състава наДунавския вилает
С териториална реформа през 1864 седем санджака - Русе, Тулча, Търново, София, Ниш, Видин и Варна, са окрупнени в нова административна единица и започва трансформацията на провинциалната администрация под ръководството на Мидхат паша. Според редица автори, османците основават тази провинция като изпитание за реформи, които впоследствие да бъдат приложени в цялата империя. В състава на Дунавския вилает Видинско граничи с река Искър на изток, Стара планина на юг и запад и река Дунав на север. Плодородната почва и умереният климат правят тези земи подходящи за земеделско производство, предимно на зърнени и фуражни култури, зеленчуци, плодове и грозде. Османско проучване, публикувано през 1873 г., показва, че районът остава предимно немюсюлмански, като 81 процента от население живее в селските райони. Видинският окръг обхваща 10 600 квадратни километра. Османската статистика, публикувана през 1878 г., описва население от 37 185 мюсюлмани и 154 992 немюсюлмани в окръга. Демографският състав е "обърнат" в град Видин, четвърти най-големият град в Дунавския вилает: проучване от 1866 г. съобщава 51,6 души на сто от градското население като мюсюлмани, 34,1 на сто като българи, 6,2 на сто като роми и 8,2 на сто като евреи.